# Sal de benzopirílio

Sal cromenilium (benzopirilium) com cloreto como contraíon.

Sal ou íon de benzopirilium, cromenilium ou cromenium é o íon pirilium fundido a um anel benzênico. De acordo com a nomenclatura IUPAC, chromenylium ion. Apresenta a fórmula C9H7O, possui massa molar de 131,15 g/mol, massa molecular 131,04968983. É a versão carregada do 1-benzopirano ou (cromeno, IUPAC), ou pode ser versão protonada do cromeno. É a unidade fundamental das tocoferolquinonas.
Pela reação de 2-(dialquilamino)-7-metoxicromonas com malononitrila na presença de anidrido acético obtem-se [2-(dialquilamino)-7-metoxi-4H-cromeno-4-ilideno]malononitrilas, compostos que quando refluxados com ácido clorídrico (ou iodícrico) concentrado, permitem a obtenção de sais de 2-(dialquilamino)-7-metoxi(ou hidroxi)-4-metilcromenílio.